# Біоково
Біоково (хорв. Biokovo; Bijakova) — другий за висотою гірський масив Хорватії, розташований уздовж далматинського узбережжя Адріатичного моря, між річками Цетина і Неретва. Біоково частина Динарських Альп. Місцеві жителі східної частини масива називають його Біякова (хорв. Bijakova). На північ від масиву Біоково лежить масив Мосор (хорв. Mosor), на південний схід — Сутвід (хорв. Sutvid) і Рилич (хорв. Rilić), на сході паралельно простягнувся масив Шибеник (хорв. Šibenik). Ландшафт карстовий.

Макарська Рівєра, Біоково

## Вершини
Найвищий пік гірського масиву Біоково — Светі Юре (хорв. Sveti Jure), висотою 1762 м над рівнем моря. На вершині встановлено потужний FM і DVB-T передавач. З Светі Юре за ясної погоди видно італійський масив Монте-Гаргано на півострові Гаргано, що лежить за 252 км, на іншому узбережжі Адріатичного моря. Інші вершини: Троглав (1658 м), Светі-Ілля (1642 м), Щировац (1619 м), Кімет (1536 м), Великі-Шибеньк (1467 м), Вошаць (1421 м), Светі-Від (1332 м), Буковаць (1262 м), Светі-Роко (1228).

## Національний парк
196 км² території гірського масиву знаходиться під охороною держави як національний парк Біоково. На території національного парку охороняється більше 1,5 тис. різних видів рослин і тварин, багато з яких є ендемічними. Адміністрація парку знаходиться в місті Макарська. Привабливим туристичним місцем парку є карстовий колодязь — Яма амфор.

## Цікаві факти
Зображення гори використано в кліпі Up & Up гурту Colpplay, у одній з сцен відео змонтовано Кріс Мартін, що «сидить» на схилі гори і співає.